# Serin à calotte jaune
Serinus flavivertex
Espèce
Statut de conservation UICN

 LC  : Préoccupation mineure
Le Serin à calotte jaune (Serinus flavivertex) est une espèce de la famille des Fringillidae.

## Liste des taxons de rang inférieur
Liste des sous-espèces selon GBIF (15 mai 2021) :
- Serinus flavivertex subsp. flavivertex
- Serinus flavivertex subsp. huillensis Sousa, 1889
- Serinus flavivertex subsp. sassii Neumann, 1922

## Systématique
Le nom scientifique complet (avec auteur) de ce taxon est Serinus flavivertex (Blanford, 1869).
Ce taxon porte en français le nom vernaculaire ou normalisé suivant : Serin à calotte jaune.